# David Douglas
David Douglas, född 15 maj 1907 i Ottawa, död 1977 i Ottawa, var en kanadensisk vinteridrottare. Han deltog i olympiska spelen 1932 i Lake Placid på längdskidåkning 50 kilometer, men fullföljde inte loppet.